# Wolfgang Seel (Universitätskanzler)
Wolfgang Seel (* 3. Dezember 1915 in Breslau; † 4. Mai 2008 in Langenfeld-Richrath) war ein deutscher Jurist und Beamter. Er war der erste Universitätskanzler der Ruhr-Universität Bochum.

## Biografie
Nachdem Seel 1935 in seiner Geburtsstadt das Abitur abgelegt hatte, begann er zum Wintersemester 1938/39 ein Studium der Rechtswissenschaft an der Universität Breslau. Er wurde während des Zweiten Weltkriegs eingezogen und geriet 1941 in kanadische Kriegsgefangenschaft. Nach seiner Freilassung beendete er 1947 sein Studium an der Universität zu Köln, wo er im Dezember 1950 mit der vergleichenden Schrift Das Oberhaus in Großbritannien und der Senat in den Vereinigten Staaten von Nordamerika: Der Einfluss der zweiten Kammer als ein Element der Qualität promovierte.
- 1951 erhielt er eine Stelle in der Hochschulabteilung des Kultusministerium des Landes Nordrhein-Westfalen.
- 1963 wurde er im Juli zum ersten Kanzler der frisch gegründeten Ruhr-Universität Bochum berufen.
- 1980 wurde ihm die Ehrendoktorwürde der Juristischen Fakultät der Ruhr-Universität Bochum verliehen.
- 1981 wurde Seel schließlich pensioniert.
- 1981 erhielt er das Verdienstkreuz I. Klasse des Verdienstordens der Bundesrepublik Deutschland.
- 2001 wurde ihm zu Ehren die Wolfgang-Seel-Stiftung von Alois Haas und Knut Ipsen an der Ruhr-Universität gegründet. Die Stiftung vergibt seit 2002 jährlich Preise an herausragende Absolventen von Lehramtsstudiengängen, um sie bei ihrer Promotion zu unterstützen.[2]
- 1939 heiratete er Eleonore Schwarzer. Er hatte vier Kinder.